# Кассандра Крус
Кассандра Крус (англ. Cassandra Cruz, настоящее имя — Ванесса Кабаниллас (Vanessa Cabanillas) род. 27 сентября 1982, Уихокен, Нью-Джерси) — американская порноактриса и эротическая модель.

## Биография
Родилась в сентябре 1982 года в Вихокене, штат Нью-Джерси, США. Имеет латиноамериканское происхождение.
Начала сниматься в фильмах для взрослых в 2006 году, в возрасте 24 лет. В 2007 году вышла замуж за Аарона Бринкеа, с которым развелась в 2011 году.
Снималась для таких студий, как Penthouse, Hustler, Wicked Pictures, Vivid, Marc Dorcel, Evil Angel, Digital Sin, Kick Ass, New Sensations, Adam & Eve, Naughty America и других.
В 2008 году была представлена на AVN Awards в номинации «лучшая скандальная секс-сцена» за фильм Club Satan: The Witches Sabbath, где снялась с Кайлом Стоуном, Дакотой и другими.
В следующем году получила ещё одну номинацию на AVN как Лучшая актриса второго плана за фильм Hearts and Minds II: Modern Warfare. Её партнерша Эшлин Брук также была номинирована за тот же фильм.
Также участвовала в премьере седьмого сезона сериала «Сыны анархии» с сестрами Наташей и Натальей Старр, Дейзи Мэри, Мисти Стоун, Лейтон Бентон, Алексой Эймс, Миа Изабеллой и Вики Чейз.
Закончила карьеру во взрослой киноиндустрии в 2014 году, снявшись в общей сложности в 230 фильмах.

## Награды и номинации
| Год  | Церемония  | Результат | Номинация                            | Работа                              |
| ---- | ---------- | --------- | ------------------------------------ | ----------------------------------- |
| 2008 | AVN Awards | Номинация | Лучшая скандальная сексуальная сцена | Club Satan: The Witches Sabbath     |
| 2009 | AVN Awards | Номинация | Лучшая актриса второго плана         | Hearts and Minds II: Modern Warfare |